# Axel Ehnström
Axel Ehnström (* 23. října 1990 Kirkkonummi), dříve známý pod uměleckým jménem Paradise Oskar, je finsko-švédský zpěvák a skladatel. Reprezentoval Finsko na Eurovision Song Contest 2011 v Düsseldorfu s písní „Da Da Dam“.

## Eurovision Song Contest 2011
V roce 2011 se zúčastnil finského národního výběru Euroviisut 2011 s písní „Da Da Dam“. Píseň vypráví příběh chlapce, který se rozhodne postavit se na odpor, aby se pokusil zachránit planetu, ostatní ho ignorují, ale on se nadále snaží a vytrvává. Text i hudbu vytvořil sám zpěvák. Ze druhého semifinále postoupil do finále, kde vystoupil mezi dalšími devíti umělci. V superfinále se utkal se dvěma zpěváky, a to s Father McKenzie a Saarou Aalto. Nakonec byl vyhlášen vítězem, kdy obdržel nejvyšší počet SMS zpráv a hlasů – 46,7 %.
Díky vítězství mohl reprezentovat Finsko na Eurovision Song Contest 2011 v německém Düsseldorfu. Ve finále skončil na 21. místě. I přesto vyhrál cenu Marcela Bezençona v novinářské kategorii, kde nejlepší vystoupení vybírají akreditovaná média a tisk.

## Sunday Songs
Podepsal nahrávací smlouvu s finskou nahrávací společností Warner Music Finsko. Jeho debutové album Sunday Songs bylо vydáno digitálně na 2. květen po celé Evropě. Všechny písně na albu napsal a složil zpěvák sám. Producentem alba je Leri Leskinen, který pracoval s významnými místními hvězdami ve Finsku. Výkonným producentem je Warner Music Finsko nově jmenovaný A&R manažer Lasse Kurki.

## Osobní žívot
Rodina Ehnströmových patří do švédsky mluvící menšiny ve Finsku. Žije ve finské vesnici Evitskog. Umělecké jméno Paradise Oskar si vybral dle knihy Rasmus a Vagabond od Astrid Lindgrenové, ve které tulák Paradise Oskar hraje na akordeon.

## Diskografie

### Alba
- 2011: Sunday Songs

### Singly
- 2011: „Sunday Songs“
- 2011: „Sunday Everyday“